# Cryptogamie, Mycologie
Cryptogamie, Mycologie (w publikacjach cytowane jako Cryptogam. Mycol.) –  międzynarodowe czasopismo naukowe publikujące prace i artykuły przeglądowe na temat taksonomii, biologii i ekologii grzybów (w tym również porostów) i organizmów grzybopodobnych: śluzowców (Myxomycota) i lęgniowców (Ooomycota). Wszystkie artykuły publikowane są wyłącznie w języku angielskim. Poszczególne numery mogą być na życzenie autora artykułów poświęcone jednemu tematowi. Cryptogamie, Mycologie jest kontynuacją założonego w 1936 roku przez Rogera Heima i Jacques’a Duché czasopisma Revue mycologique. Wydawane jest przez Muséum national d'Histoire naturelle, Paris i wychodzi 4 razy w roku (kwartalnik).
Czasopismo Cryptogamie, Mycologie jest jedną z trzech sekcji czasopisma Crytogamie. Pozostałe dwie to Cryptogamie, Bryologie poświęcone mszakom i Cryptogamie, Algologie poświęcone glonom. 